# Старовірменський цвинтар
Старовірменський цвинтар (крим. Eski ermeni mezarlıq), Вірмено-григоріанський цвинтар — цвинтар у Сімферополі, Автономна Республіка Крим, в Центральному районі.

## Опис
Старий вірменський цвинтар у Сімферополі розташований в оточенні житлової забудови південної частини міста (на розі вулиць Бахчисарайської та Старозенітної) та розширений Братським цвинтарем загиблих у період війни 1941—1945 років.
Закритий для поховань, площа 2.328 га.
Цвинтарю орієновно двісті років.
На цвинтарі поховані перші загиблі від бомбардувань 1941 року. Після закінчення Другої світової війни на цвинтарі було поховано багато ветеранів війни, активних учасників боротьби за радянську владу.
Тут лежить порох героя громадянської та Великої Вітчизняної воєн, командувача партизанським рухом у Криму у 1920 та 1941—1942 роках. А. В. Мокроусова, підпільників.
На цвинтарі знаходиться церква Сурб Акоб (Святого Якоба) побудована коштом двох відомих підприємців Криму Олександра Аматуні та Сурена Амірханяна. Архітектор: Володимир Григорович Кравченко — професор Міжнародної академії архітектури, заслужений архітектор України, заслужений архітектор Криму.

## Історія
Старий вірменський цвинтар, офіційно закритий з 2004 року, до радянської окупації називався Вірмено-григоріанським, тут ховали своїх одноплемінників вірмени-григоріанці.
Тоді на цвинтарі була вірменська церква Святого Георгія, знесена 1925 року. Церква складалася з однієї кам'яної споруди площею 15 кв. сажнів, при ній знаходився цвинтар площею близько 4 десятин, а у дворі церкви знаходився кам'яний будинок площею 28 кв. сажнів з квартирою для сторожа церкви та цвинтаря.
28 січня 1925 року прицерковний будинок Сімферопольським міськвиконкомом було передано відділу комунального господарства. Будинок складався з критих черепицею 4-х кімнат та кухні, а також 2-х кам'яних сараїв. Церкву було зруйновано, але прицерковний будинок зберігся. Частину цього будинку нині повернуто до релігійної вірменської громади міста.
У 1997 році на старому цвинтарі була побудована нова церква Сурб Акоб (Святого Якоба).

## Галерея

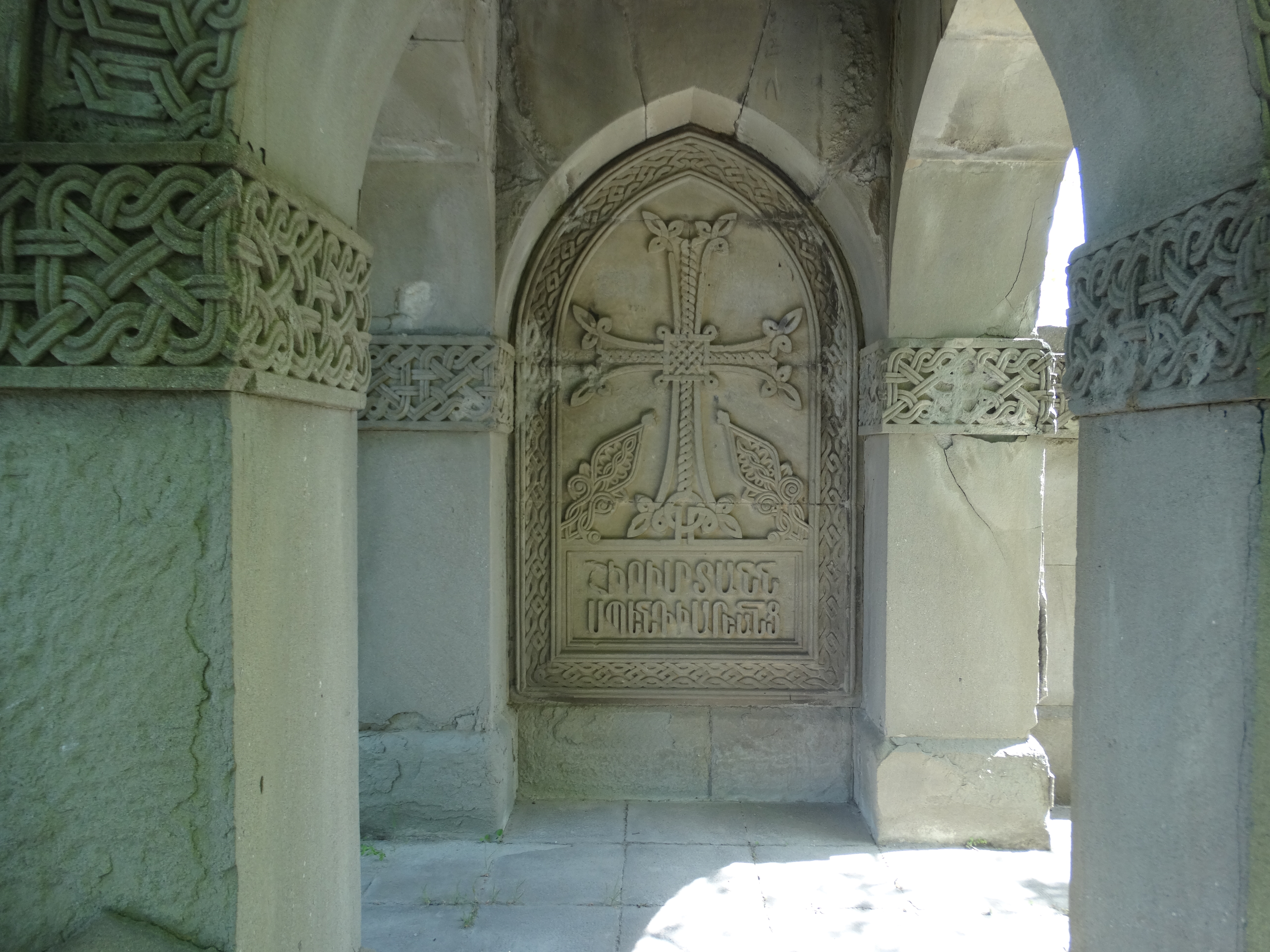
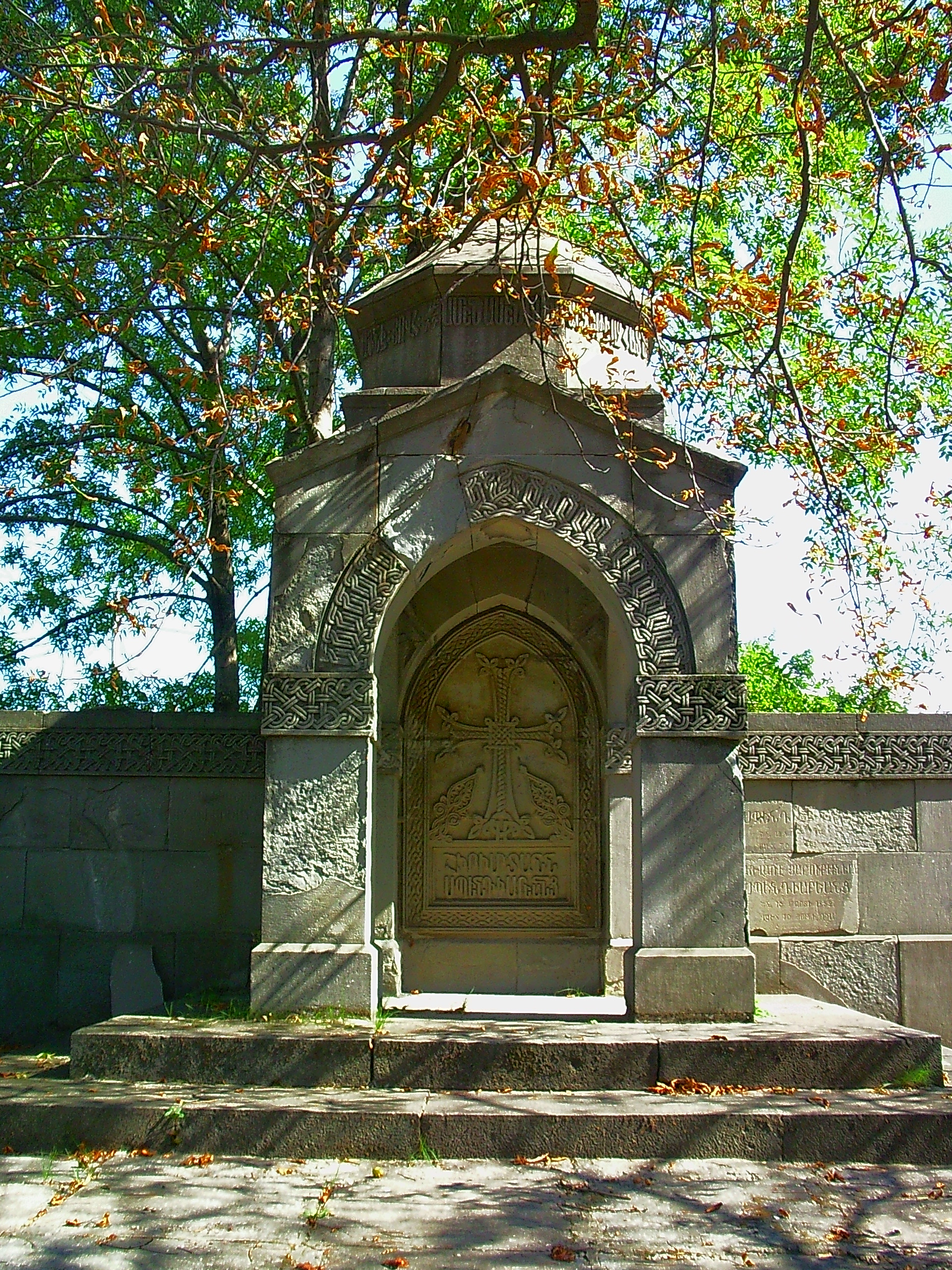
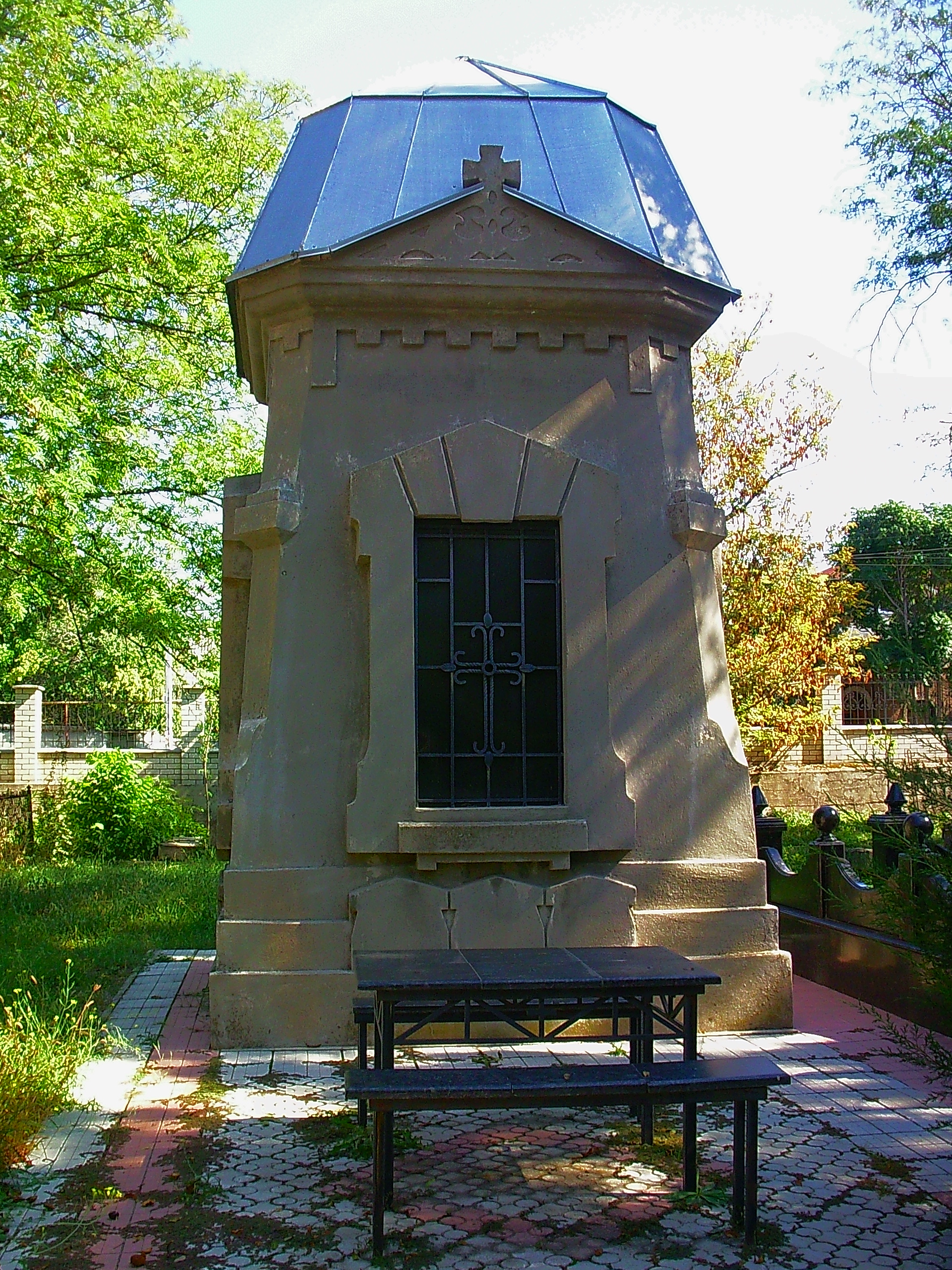
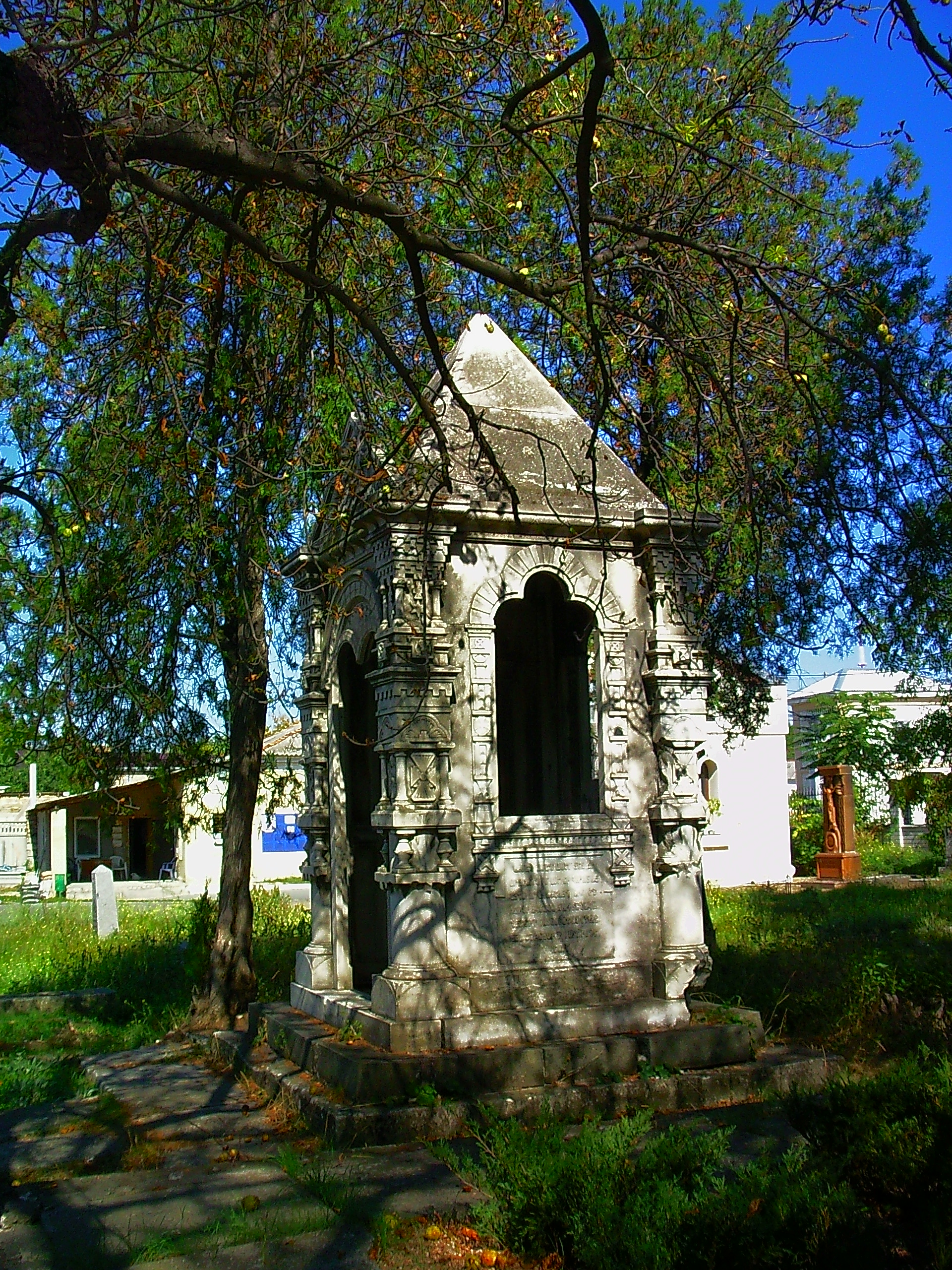
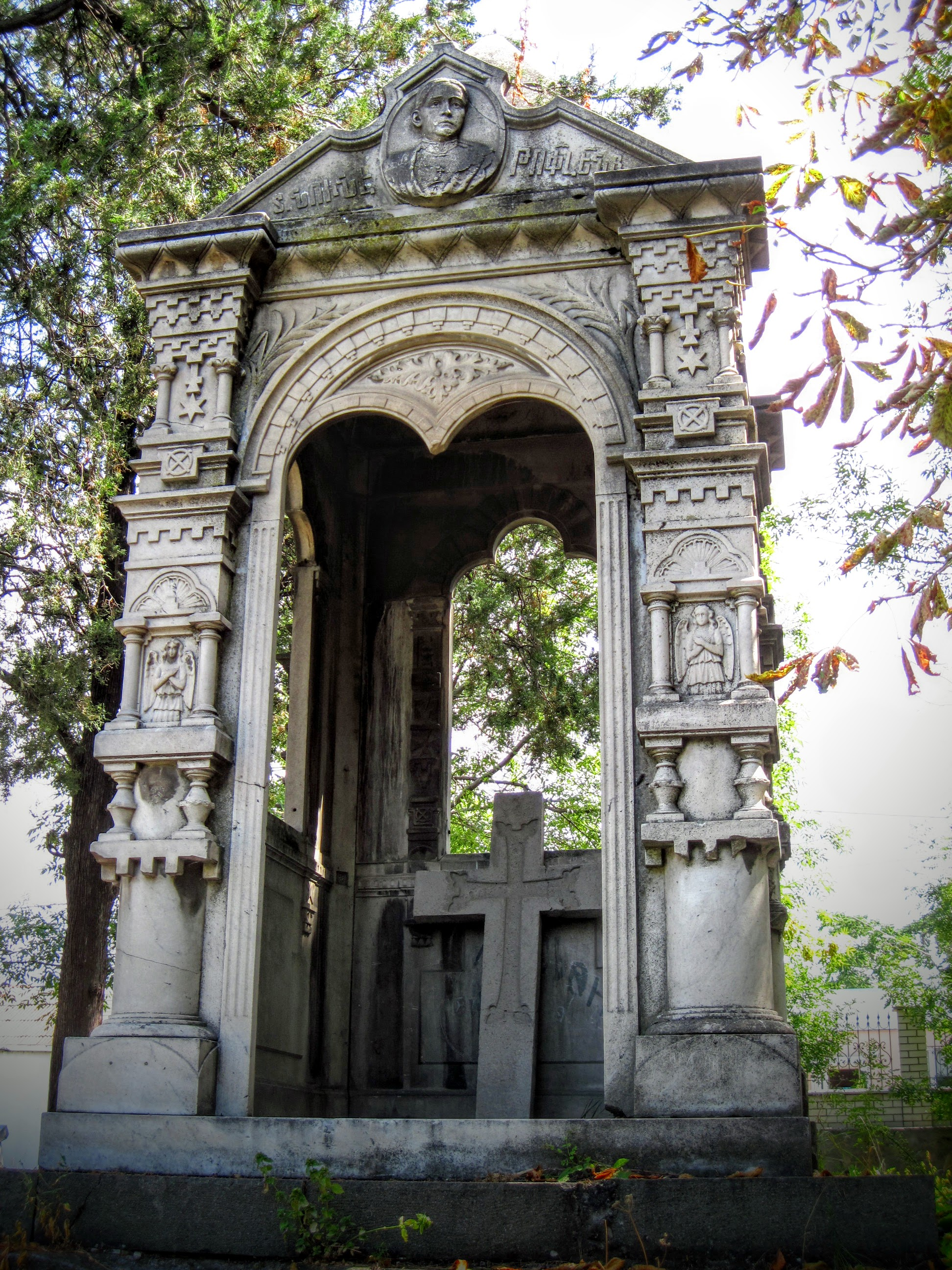
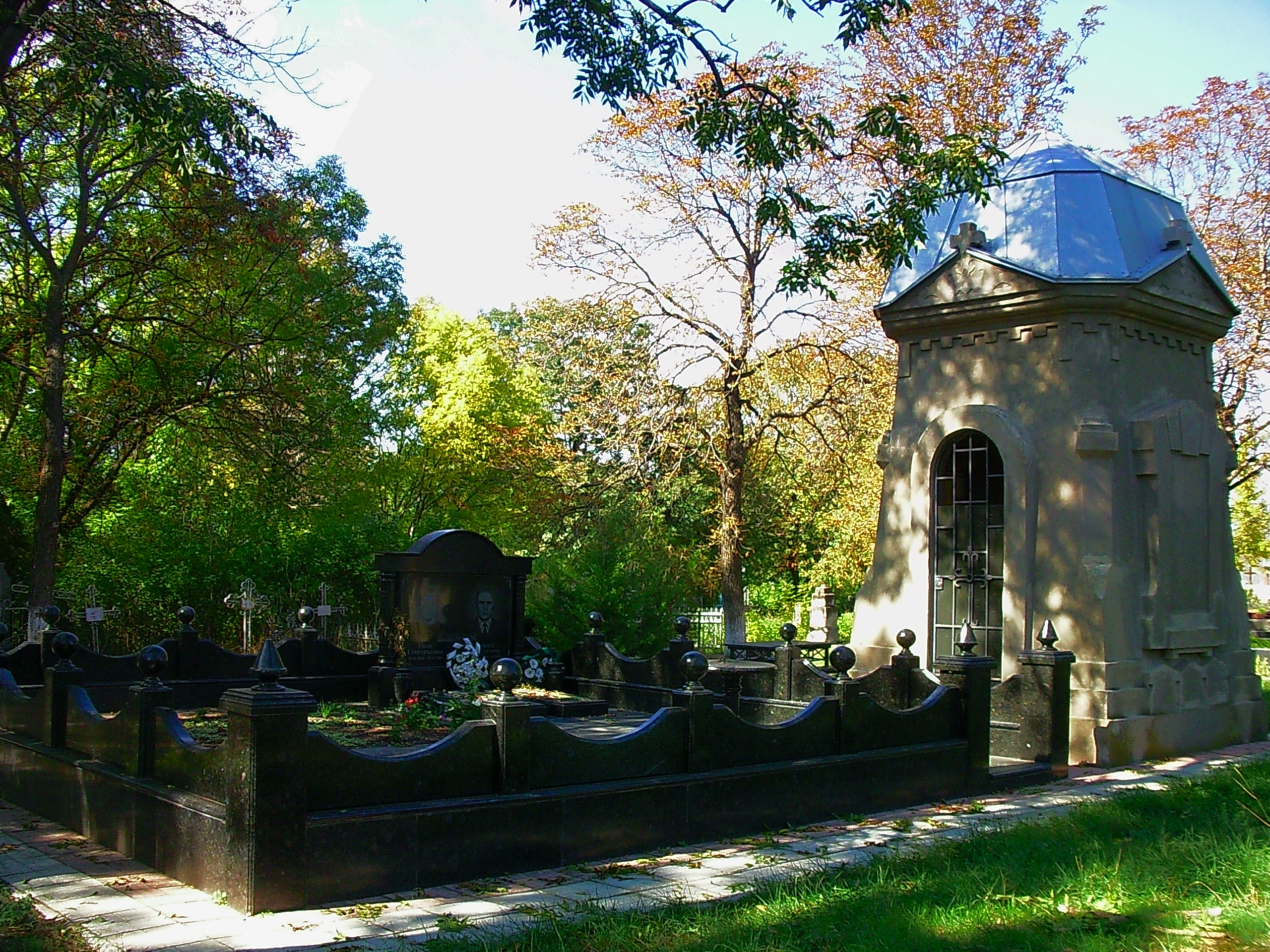
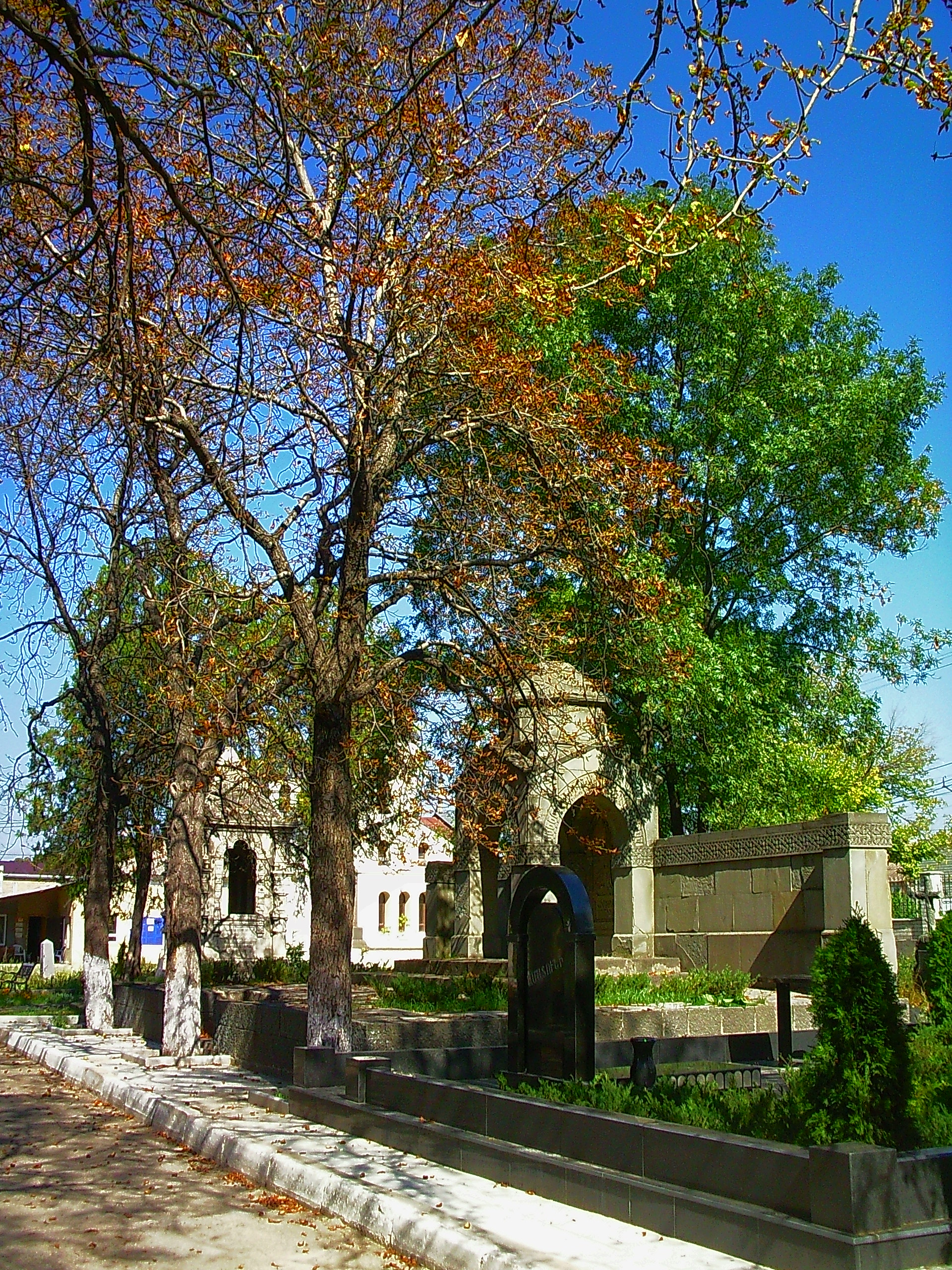
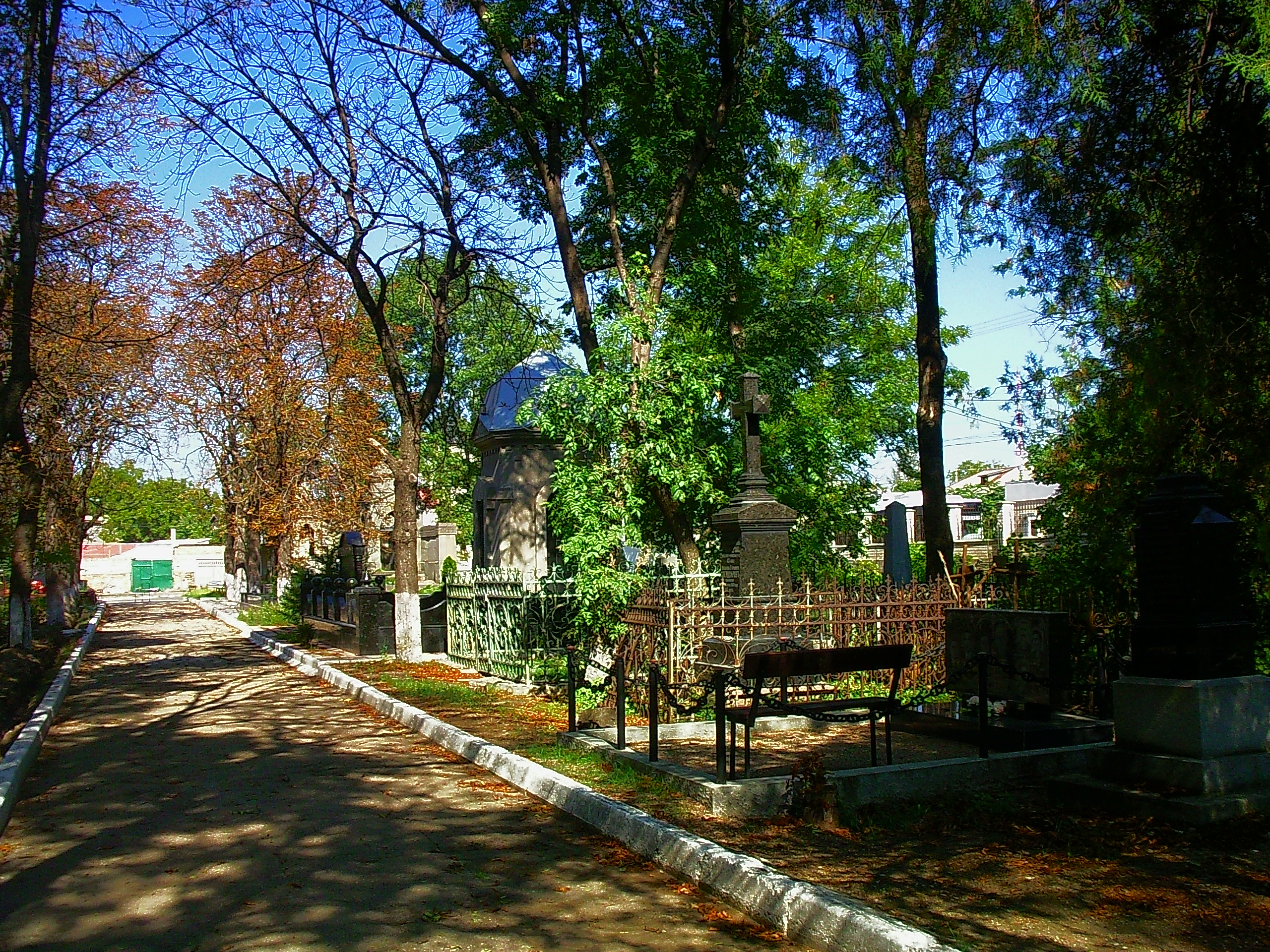
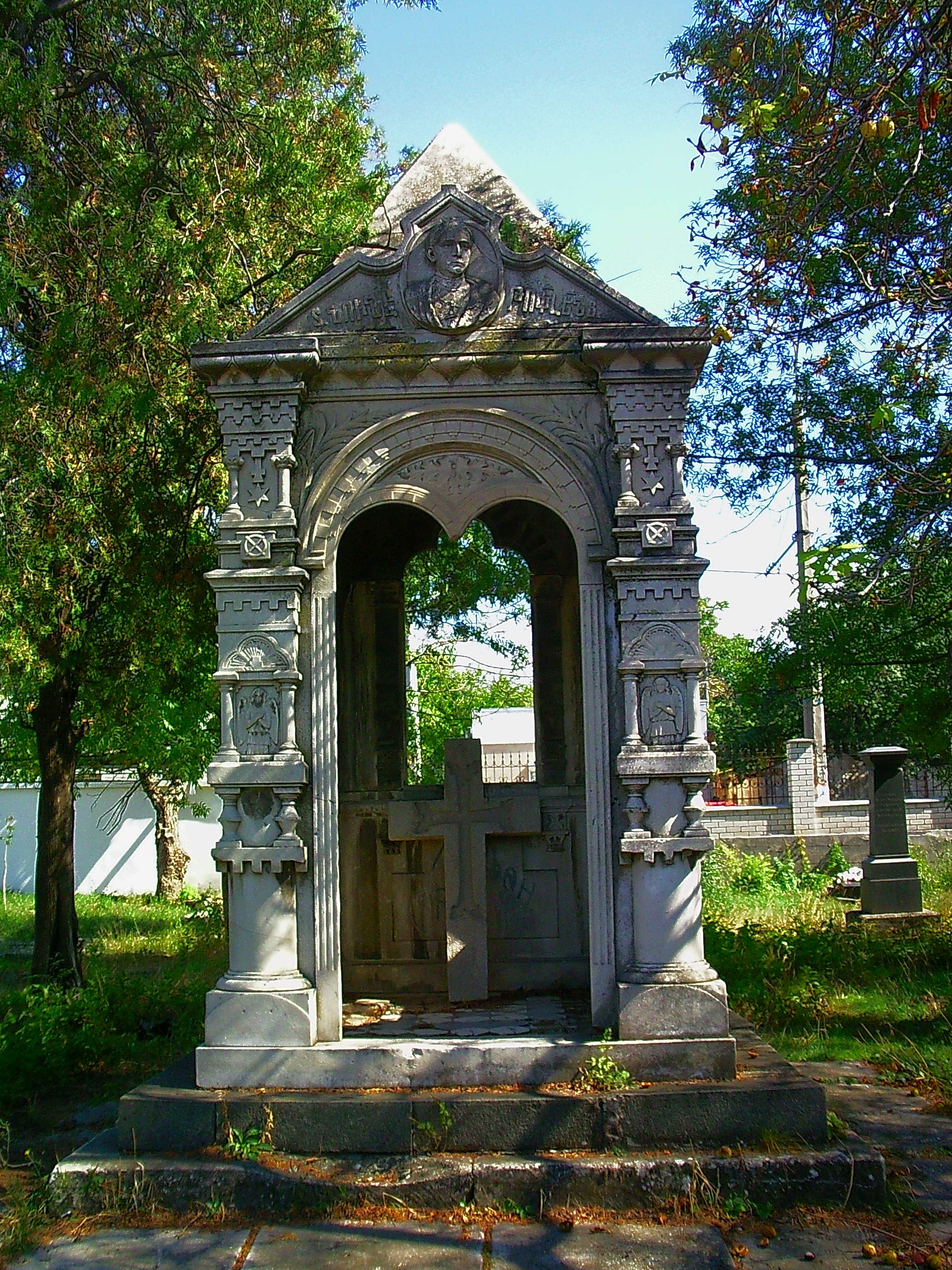
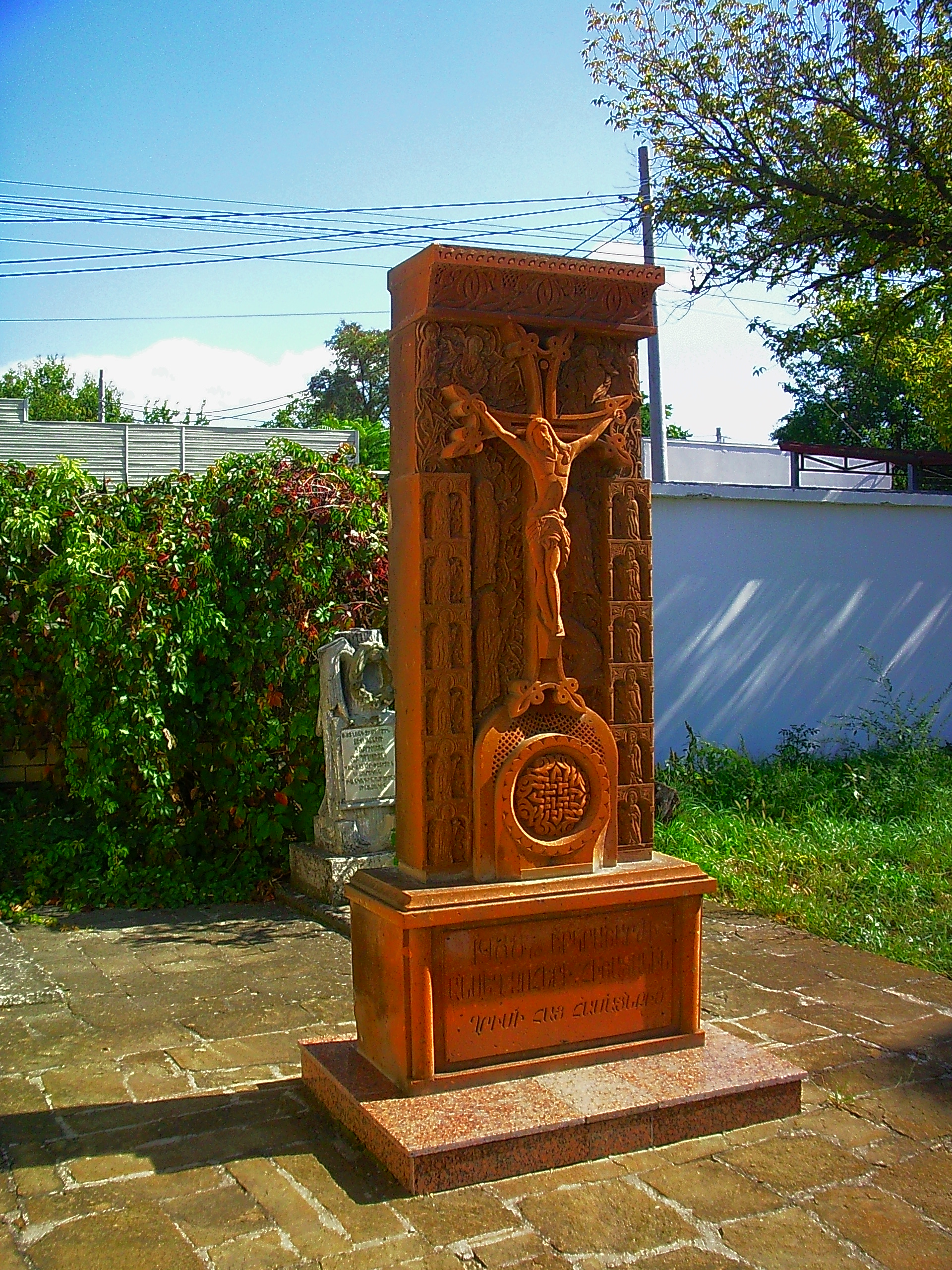